# Braunschweig (stad)

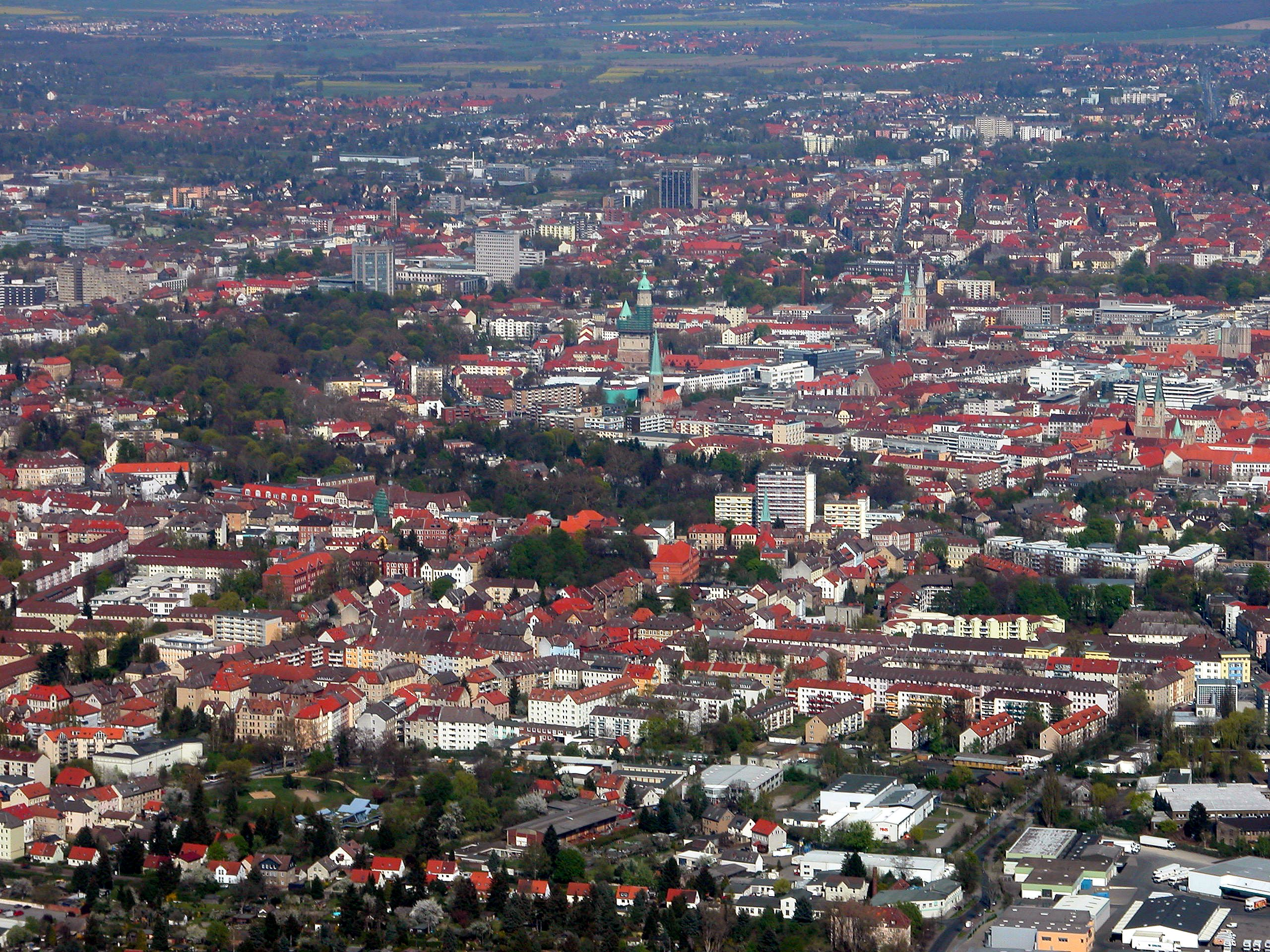
Luchtfoto

Braunschweig (Nederlands: Brunswijk, in historische context nog gebruikelijk; Nedersaksisch: Broenswiek) is een Duitse stad en kreisfreie Stadt in de deelstaat Nedersaksen (in het voormalige Regierungsbezirk Braunschweig). Het was tot 1946 de hoofdstad van de staat Brunswijk.
De stad is gelegen aan de rivier de Oker en telt 248.561 inwoners (31 december 2020) op een oppervlakte van 192,70 km². Op 31 december 2020 had 12,45% van de inwoners een niet-Duits staatsburgerschap (30.950 niet-Duitsers) en hadden 185 inwoners het Nederlandse staatsburgerschap. Het is de op een na grootste stad van de deelstaat.

## Geschiedenis

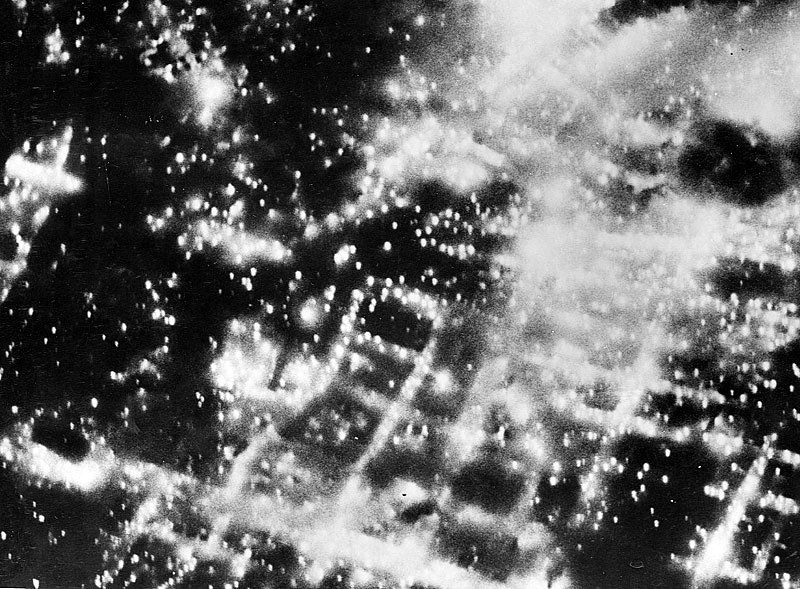
De brandende stad Braunschweig na het bombardement in de vroege morgen van  15 oktober 1944

Braunschweig werd in 1017 gesticht en kwam tot grote bloei toen de Saksische hertog Hendrik de Leeuw uit de Welfen-dynastie er in de 12e eeuw zijn residentie bouwde. De bronzen leeuw die hij in 1166 liet gieten is het symbool van de stad. De dom dateert eveneens uit deze periode. Deze kerk behoort tot het weinige cultuurhistorische erfgoed dat de luchtbombardementen tijdens de Tweede Wereldoorlog (15 oktober 1944) heeft overleefd.
Tot de Duitse hereniging was Braunschweig het eindpunt van veel treinen uit Nederland.

## Indeling gemeente

Stadsindeling (districten), stand: 2011

Het stadsgebied is sinds 2011 ingedeeld in 19 stadsdistricten. In november 2021 vond een herindeling plaats, zodat 12 districten overbleven.
De stadsdistricten met hun nummer zijn:
- 111 – Hondelage-Volkmarode (voorheen: 113 Hondelage en 114 Volkmarode)
- 112 – Wabe-Schunter-Beberbach
- 120 – Östliches Ringgebiet
- 130 – Mitte (voorheen: 131 Innenstadt en 132 Viewegsgarten-Bebelhof)
- 211 – Braunschweig-Süd (voorheen: 211 Stöckheim-Leiferde en 212 Heidberg-Melverode)
- 212 – Südstadt-Rautheim-Mascherode
- 221 – Weststadt
- 222 – Südwest (voorheen: 222 Timmerlah-Geitelde-Stiddien, 223 Broitzem en 224 Rüningen)
- 310 – Westliches Ringgebiet
- 321 – Lehndorf-Watenbüttel
- 322 – Nördliche Schunter-/Okeraue (voorheen: 322 Veltenhof-Rühme en 323 Wenden-Thune-Harxbüttel)
- 330 – Nordstadt-Schunteraue (voorheen: 331 Nordstadt en 332 Schunteraue)

De indeling van 2011 is ook nog vermeld, daar die met bovenstaand plattegrondje overeenstemt; een voor 2021 aangepaste versie is nog niet beschikbaar.
Voor statistische doeleinden in het stadsgebied van Braunschweig in 74 statistische districten ingedeeld. Deze zijn:
| - 01 Stadtkern - 02 Hagen - 03 Altewiek - 04 Hohetor - 05 Neustadt - 06 Altes Hochschulviertel - 07 Am Hagenring - 08 Prinzenpark - 09 Viewegs Garten - 10 Bürgerpark - 11 Wilhelmitor-Süd - 12 Wilhelmitor-Nord - 13 Petritor-Ost - 14 Petritor-West - 15 Petritor-Nord | - 16 Nordbahnhof - 17 Neues Hochschulviertel - 18 Gliesmarode - 19 Riddagshausen - 20 Hauptfriedhof - 21 Hauptbahnhof - 22 Bebelhof - 23 Zuckerberg - 24 Am Südsee - 25 Gartenstadt - 26 Hermannshöhe - 27 Rothenburg - 28 Weinberg - 29 Alt-Lehndorf - 30 Lehndorf-Siedlung | - 31 Ölper Holz - 32 Kanzlerfeld - 33 Bundesanstalten - 34 Völkenrode - 35 Watenbüttel - 36 Ölper - 37 Schwarzer Berg - 38 Veltenhof - 39 Hafen - 40 Rühme-West - 41 Rühme-Ost - 42 Vorwerksiedlung - 43 Siegfriedviertel - 44 Schuntersiedlung - 45 Kralenriede | - 46 Bienrode - 47 Querumer Forst - 48 Querum - 49 Pappelberg - 50 Naturschutzgebiet - 51 Mastbruch - 52 Lindenberg - 53 Südstadt - 54 Heidberg - 55 Melverode - 56 Broitzem - 57 Geitelde - 58 Stiddien - 59 Timmerlah - 60 Lamme | - 61 Wenden - 62 Harxbüttel - 63 Thune - 64 Waggum - 65 Bevenrode - 66 Hondelage - 67 Dibbesdorf - 68 Volkmarode - 69 Schapen - 70 Rautheim - 71 Mascherode - 72 Stöckheim - 73 Leiferde - 74 Rüningen |

## Bevolkingsontwikkeling
| Datum      |               | Inwoners |        | Buitenlanders | Buitenlanders | Buitenlanders | Buitenlanders |
| Datum      | Totaal        | Inwoners | %      |               | Nederlanders  |               |               |
| ---------- | ------------- | -------- | ------ | ------------- | ------------- | ------------- | ------------- |
| 31.12.2022 |               | 251.804  |        |               |               |               |               |
| 31.12.2021 | 248.823       | 31.265   | 12,57% | 190           |               |               |               |
| 31.12.2020 | 248.561       | 30.950   | 12,45% | 185           |               |               |               |
| 31.12.2019 | 249.406       | 31.445   | 12,61% | 180           |               |               |               |
| 31.12.2018 | 248.292       | 29.730   | 11,97% | 180           |               |               |               |
| 31.12.2017 | 248.023       | 28.420   | 11,46% | 185           |               |               |               |
| 31.12.2016 | 248.667       | 28.200   | 11,34% | 190           |               |               |               |
| 31.12.2015 | 251.364       | 26.108   | 10,39% | 188           |               |               |               |
| 31.12.2014 | 248.502       | 23.055   | 9,28%  | 199           |               |               |               |
| 31.12.2013 | 247.227       | 22.122   | 8,95%  | 197           |               |               |               |
| 31.12.2012 | 245.798       | 20.820   | 8,47%  | 178           |               |               |               |
| 31.12.2011 | 243.829       | 20.214   | 8,29%  | 170           |               |               |               |
| 31.12.2010 | 248.867       | 19.660   | 7,9%   | 169           |               |               |               |
| 31.12.2009 | 247.400       | 19.399   | 7,84%  | 160           |               |               |               |
| 31.12.2008 | 246.012       | 19.402   | 7,89%  | 160           |               |               |               |
| 31.12.2007 | 245.810       | 19.875   | 8,09%  | 173           |               |               |               |
| 31.12.2006 | 245.467       | 20.282   | 8,26%  | 169           |               |               |               |
| 31.12.2005 | 245.273       | 20.275   | 8,27%  | 179           |               |               |               |
| 31.12.2004 | 245.872       | 19.236   | 7,82%  | 170           |               |               |               |
| 31.12.2003 | 245.076       | 18.915   | 7,72%  | 167           |               |               |               |
| 31.12.2002 | 245.392       | 18.340   | 7,47%  | 165           |               |               |               |
| 31.12.2001 | 245.516       | 18.070   | 7,36%  | 162           |               |               |               |
| 31.12.2000 | 245.816       | 17.980   | 7,31%  | 160           |               |               |               |
| 31.12.1999 | 246.322       | 17.554   | 7,13%  | 162           |               |               |               |
| 31.12.1998 | 247.241       | 17.392   | 7,03%  | 165           |               |               |               |
| 31.12.1997 | 248.944       | 19.674   | 7,9%   | 172           |               |               |               |
| 31.12.1996 | 251.320       | 20.043   | 7,98%  | 159           |               |               |               |
| 31.12.1995 | 252.544       | 20.645   | 8,17%  | 170           |               |               |               |
| 31.12.1994 | 254.130       | 20.930   | 8,24%  | 182           |               |               |               |
| 31.12.1993 | 256.267       | 28.570   | 11,15% | 183           |               |               |               |
| 31.12.1992 | 258.347       | 30.916   | 11,97% | 179           |               |               |               |
| 31.12.1991 | 259.127       | 25.176   | 9,72%  | 179           |               |               |               |
| 31.12.1990 | 258.833       | 21.253   | 8,21%  | 151           |               |               |               |
| 31.12.1989 | 256.323       |          |        |               |               |               |               |
| 31.12.1988 | 253.794       |          |        |               |               |               |               |
| 31.12.1987 | 252.822       | 15.475   | 6,12%  |               |               |               |               |
| 31.12.1986 | 247.836       | 15.209   | 6,14%  |               |               |               |               |
| 31.12.1985 | 248.001       | 14.979   | 6,04%  |               |               |               |               |
| 31.12.1984 | 253.057       | 14.427   | 5,7%   |               |               |               |               |
| 31.12.1983 | 256.931       | 14.930   | 5,81%  |               |               |               |               |
| 31.12.1982 | 257.780       | 15.235   | 5,91%  |               |               |               |               |
| 31.12.1981 | 260.342       | 15.451   | 5,93%  |               |               |               |               |
| 31.12.1980 | 261.141       | 14.519   | 5,56%  |               |               |               |               |
| 31.12.1979 | 261.669       | 13.174   | 5,03%  |               |               |               |               |
| 31.12.1978 | 263.290       | 12.395   | 4,71%  |               |               |               |               |
| 31.12.1977 | 264.918       |          |        |               |               |               |               |
| 31.12.1976 | 267.124       |          |        |               |               |               |               |
| 31.12.1975 | 268.519       |          |        |               |               |               |               |
| 31.12.1974 | 271.213       |          |        |               |               |               |               |
| 31.12.1973 | 271.566       |          |        |               |               |               |               |
| 31.12.1972 | 271.997       |          |        |               |               |               |               |
| 31.12.1971 | 273.703       |          |        |               |               |               |               |
| 31.12.1970 | 272.295       |          |        |               |               |               |               |
| 31.12.1969 | 273.391       |          |        |               |               |               |               |
| 31.12.1968 | 273.063       |          |        |               |               |               |               |
| Datum      |               | Inwoners |        | Totaal        | %             |               | Nederlanders  |
| Datum      | Buitenlanders | Inwoners |        |               |               |               |               |

1. 1 2  Vanwege geheimhoudingsredenen (§ 16 Bundesstatistikgesetz) worden de statistieken van buitenlanders vanaf 2016 alleen nog maar afgerond weergegeven (veelvoud van vijf).

## Economie
Braunschweig is een centrum van machinebouw, auto-industrie en suikerindustrie. Tevens worden er piano's (o.a. Grotrian-Steinweg en Schimmel) vervaardigd. 

## Cultuur

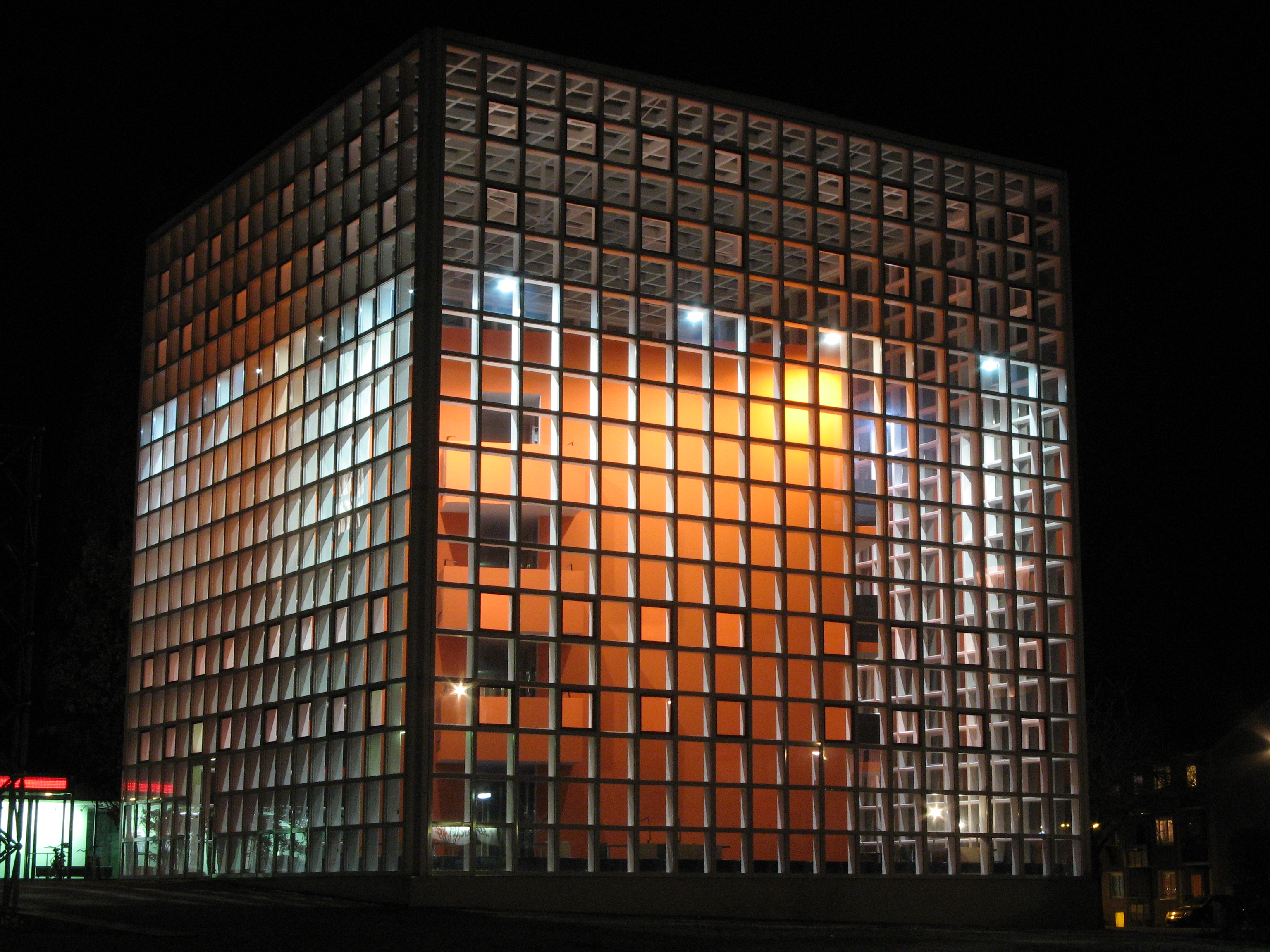
Bibliotheek van de hogeschool beeldende kunsten

### Musea
Internationaal vermaard is het Herzog Anton Ulrich-Museum, het oudste openbare museum van Duitsland met schilderijen van o.a. Lucas van Leyden, Rubens, Vermeer, Jan Lievens en Rembrandt.

### Sport
Eintracht Braunschweig is de professionele voetbalclub van de stad en speelt in het Eintracht-Stadion. Eintracht Braunschweig werd in 1967 Duits landskampioen.

## Verkeer
Braunschweig ligt aan de Autobahn A2 Hannover-Berlijn. De Autobahn A39, Autobahn A391 die een stadssnelweg door de westelijke buitenwijken is en de Bundesautobahn 36 verbinden de stad met de zuidelijke buursteden Salzgitter en Wolfenbüttel. Ook de van noord naar zuid lopende Bundesstraße 4 is een belangrijke verkeersader.
De stad is een spoorwegknooppunt. Vanaf Braunschweig Hauptbahnhof rijden talrijke treinen in alle richtingen. Binnen de stad is daarnaast een tramnet en stadsbussen. Het aantal fietspaden in de stad is nog beperkt.
In het noordelijke stadsdeel Waggum ligt sinds 1935 een vliegveld, de Flughafen Braunschweig-Wolfsburg. Van 1939-1945 was het een militair vliegveld (Fliegerhorst). Daarna werd het weer een vliegveld voor de burgerluchtvaart.  Al voor de Tweede Wereldoorlog was er een aantal wetenschappelijke instellingen gevestigd, die met de luchtvaart te maken hebben. Bij de luchthaven zijn door het Deutsche Zentrum für Luft- und Raumfahrt proeven gedaan met de toepassing van het Galileo (navigatiesysteem) voor de luchtvaart.

## Onderwijs
De stad beschikt over een technische universiteit en een internationale school. 

## Partnersteden
- Bandung in Indonesië
- Nîmes, Occitanie in Frankrijk, sinds 1962
- Bath in Engeland, sinds 1971
- Sousse in Tunesië, sinds 1980
- Kirjat Tiw'on in Israël, sinds 1985/86
- Maagdenburg in Duitsland, sinds 1987
- Kazan, Tatarstan in Rusland, sinds 1988
- Omaha, Nebraska in de Verenigde Staten van Amerika, sinds 1992

## Geboren in Braunschweig
- Elisabeth Christine van Brunswijk-Wolfenbüttel (1691-1750), koningin- en keizerin-gemalin van het Heilige Roomse Rijk
- Conrad Friedrich Hurlebusch (1691-1765), componist
- Levin August von Bennigsen (1745-1826), Russisch generaal van Duitse afkomst
- Johann Karl Wilhelm Illiger (1775-1813), entomoloog en zoöloog
- Carl Friedrich Gauss (1777-1855), wis- en natuurkundige
- Louis Spohr (1784-1859), componist en violist
- Wilhelmine Reichard (1788-1848), ballonvaarder
- Richard Dedekind (1831-1916), wiskundige
- Emil Selenka (1842-1902), zoöloog
- Max Spohr (1850-1905), uitgever en homorechtenactivist
- Otto Harder (1892-1956), voetballer en oorlogsmisdadiger
- Otto Grotewohl (1894-1964), politicus uit de DDR
- Willy Lages (1901-1971), tijdens WO II hoofd van de SD in Amsterdam
- Gustav Knuth (1901-1987), acteur
- Norbert Schultze (1911-2002), componist, acteur, regisseur en scenarioschrijver
- Gudrun Genest (1914-2013), actrice
- Annette Birschel (1960), journaliste
- Nina Kraft (1968-2020), triatlete
- Florian Meyer (1968), voetbalscheidsrechter
- Annalena Meyer (1975), politica
- Tobias Rau (1981), voetballer
- Robin Knoche (1992), voetballer
- Jannes Horn (1997), voetballer

## Galerij

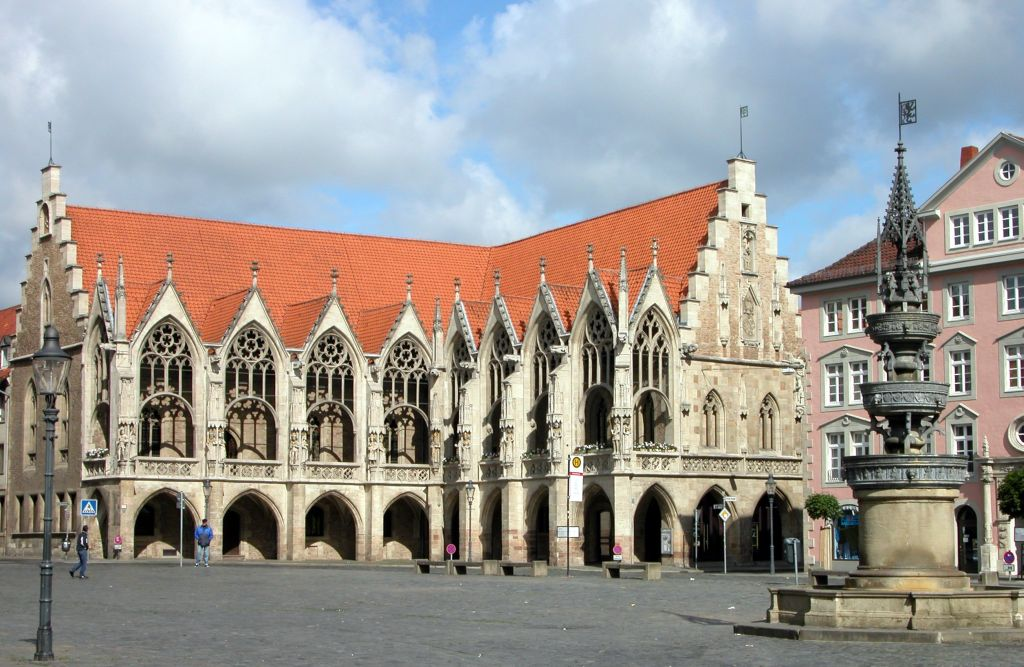
Stadhuis
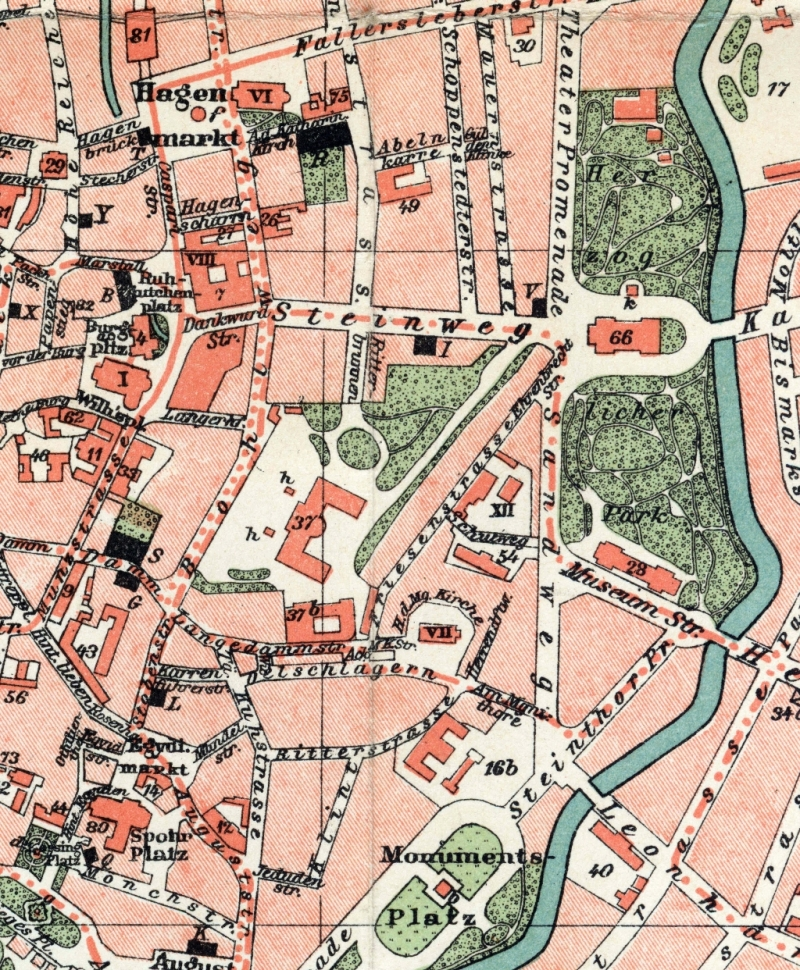
Plattegrond, 1899. Ten dele nog actueel. Nr. 4, links = Burg Dankwarderode; nr. 1, daaronder, de Dom; nr. 28, rechts, het Herzog-Anton-Ulrich-Museum, 66, daarboven, het Staatstheater Braunschweig; 37= v.m. Residenzschloss; VI, bovenaan is de St. Catharinakerk
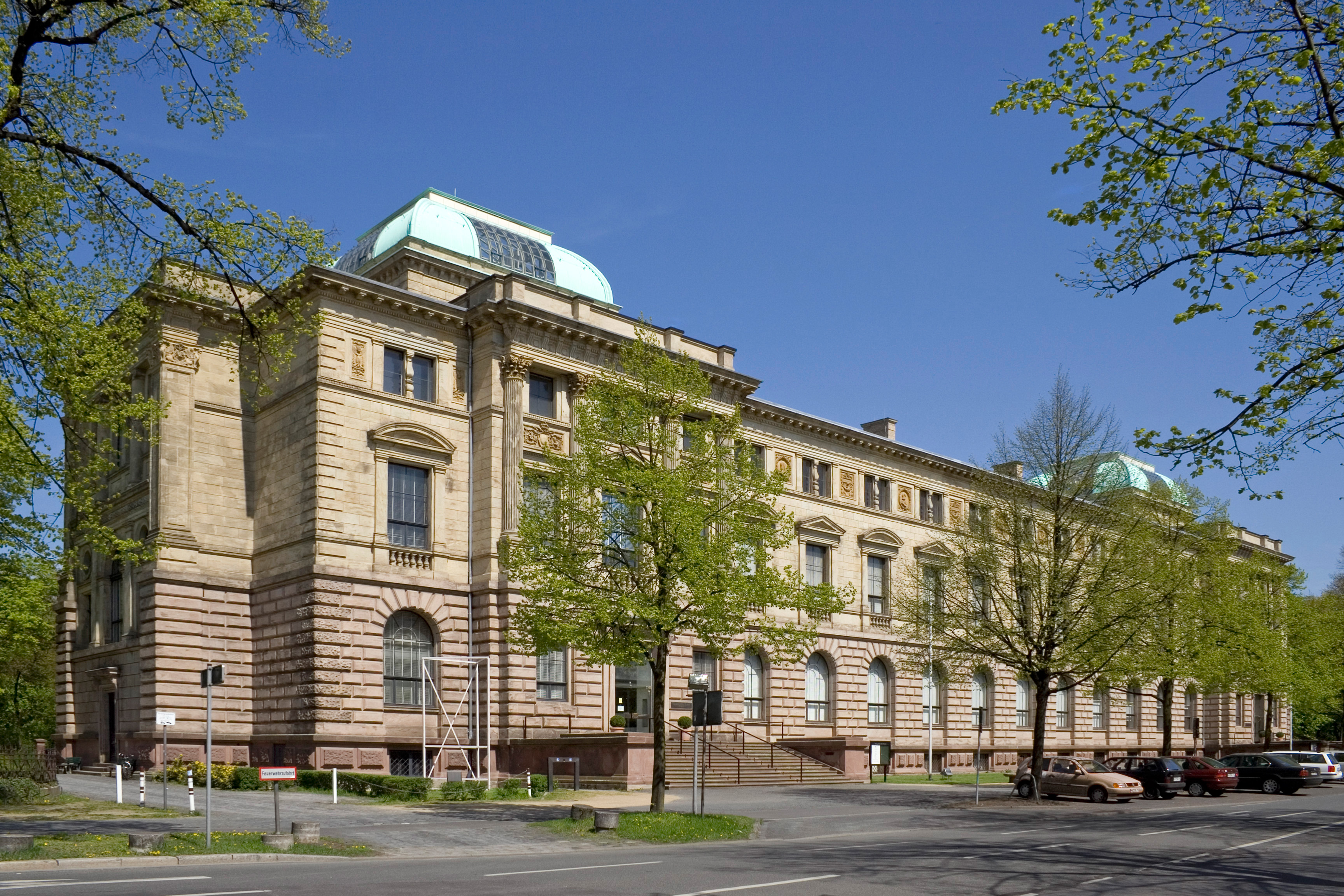
Herzog-Anton-Ulrich-Museum
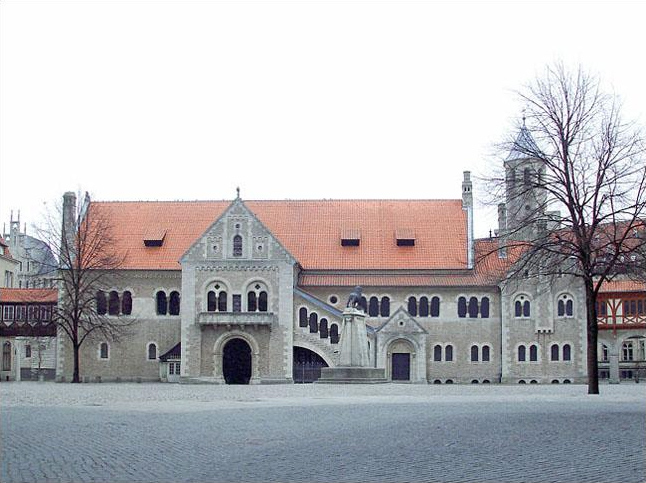
Burg Dankwarderode
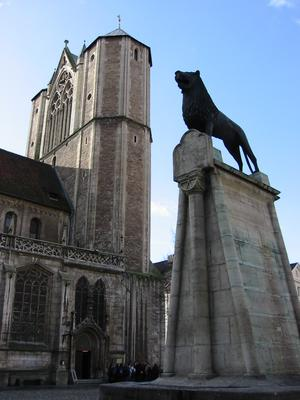
Kathedraal met leeuwenstandbeeld
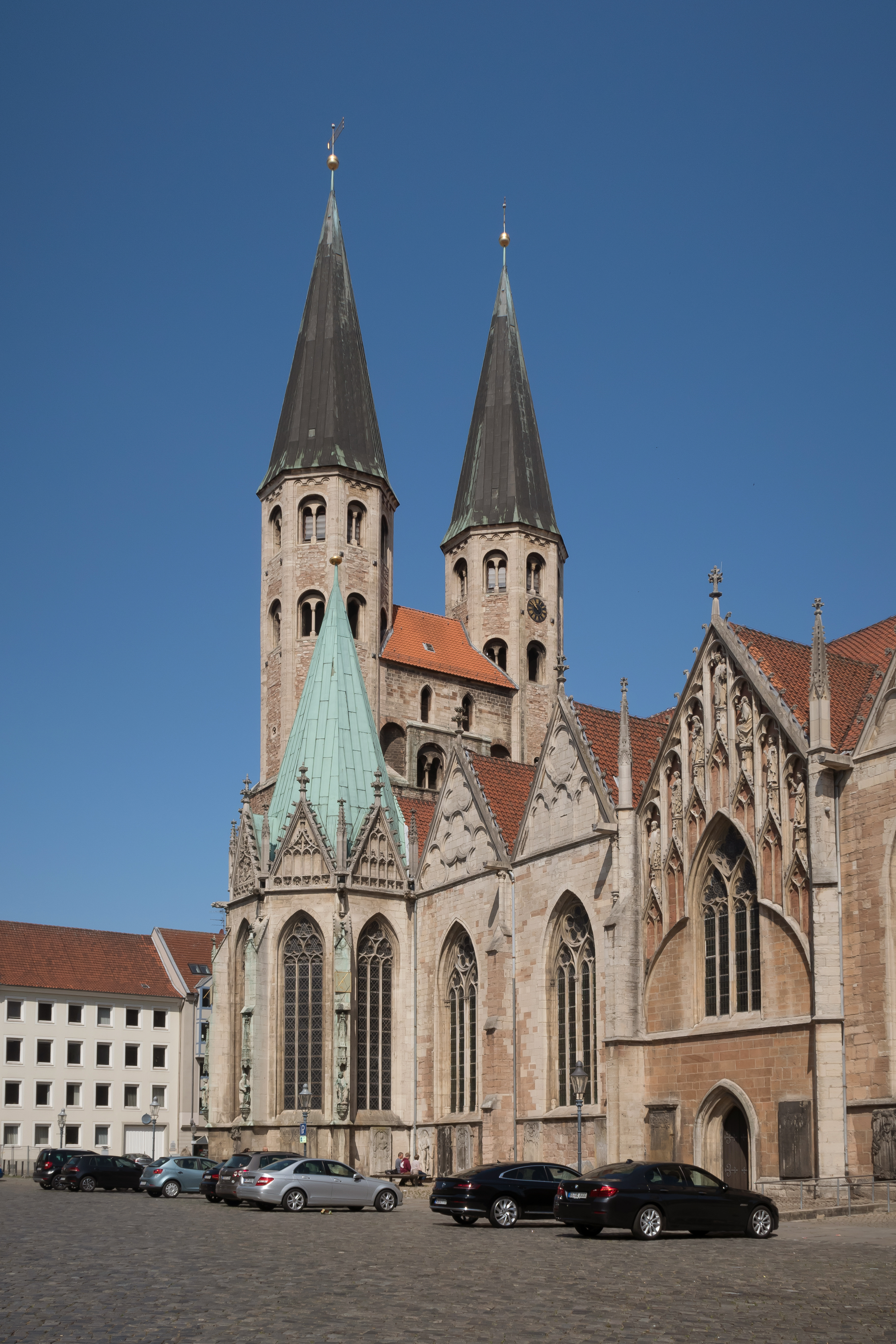
Kerk (Sankt Martinikirche) vanaf de Eiermarkt
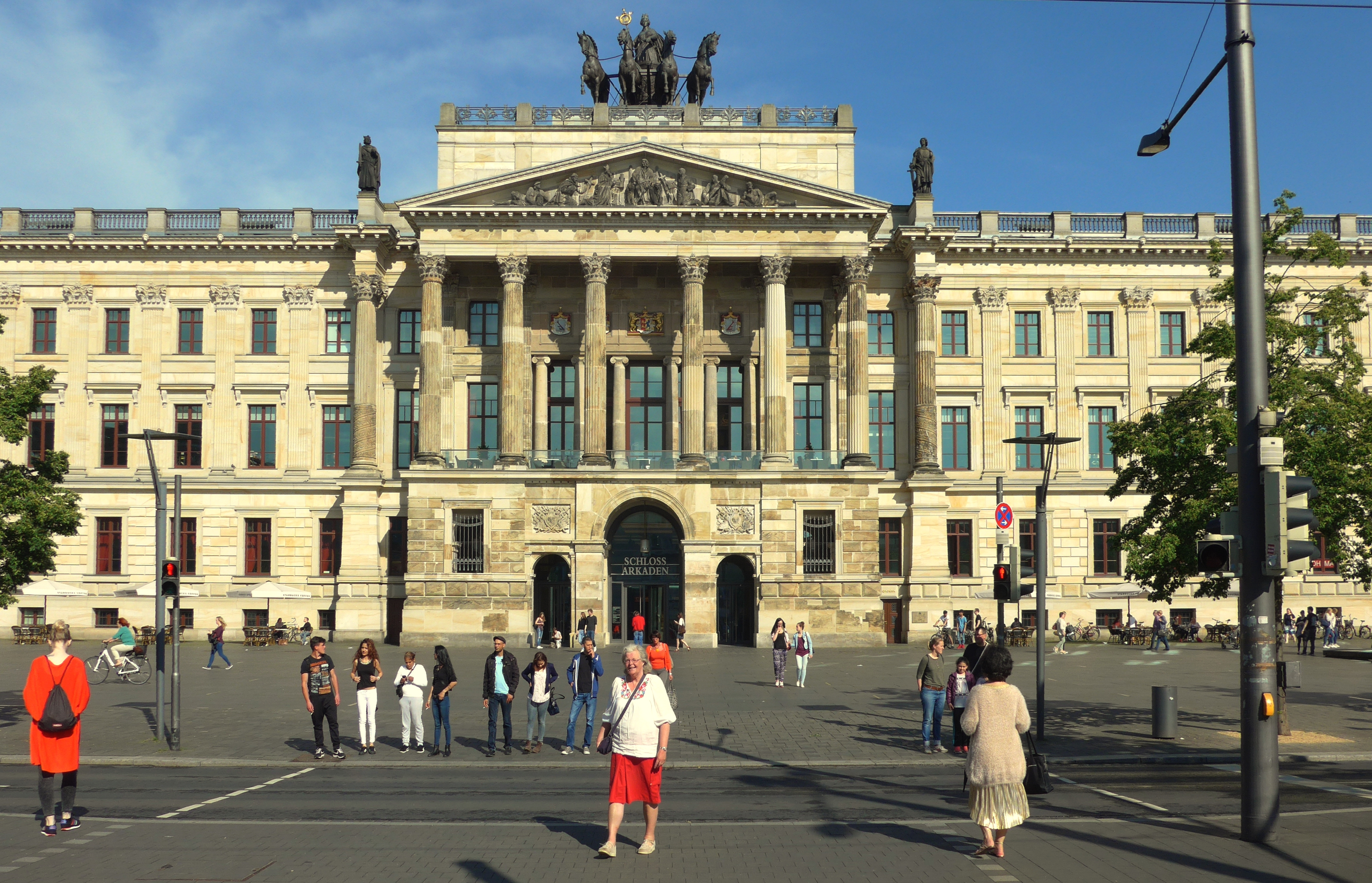
Het Residenzschloss,[7] onderdeel van het winkelcentrum Schloss Arkaden
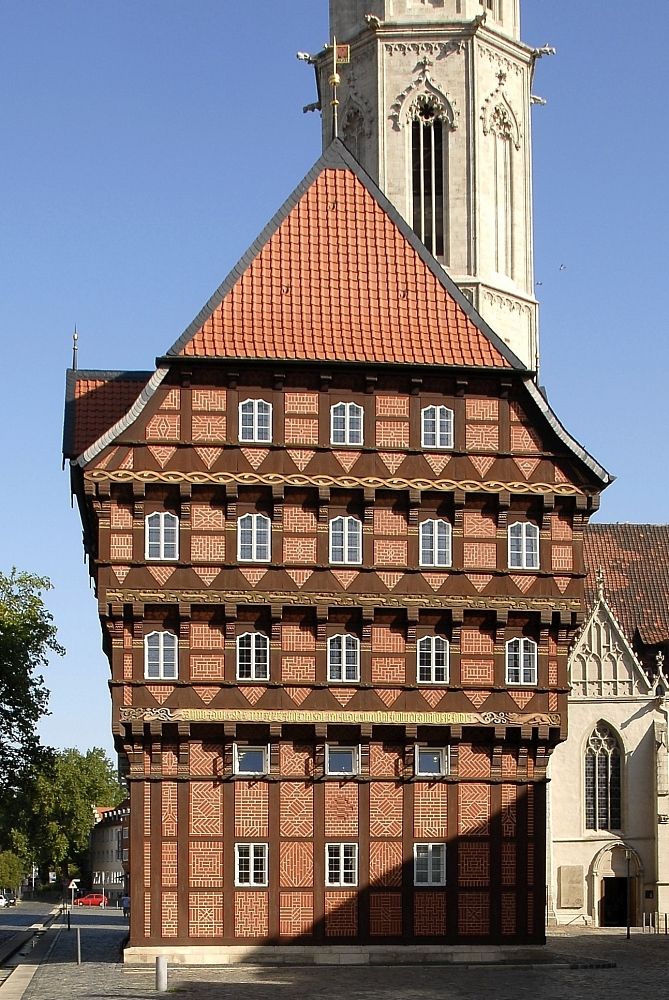
De waag van Braunschweig
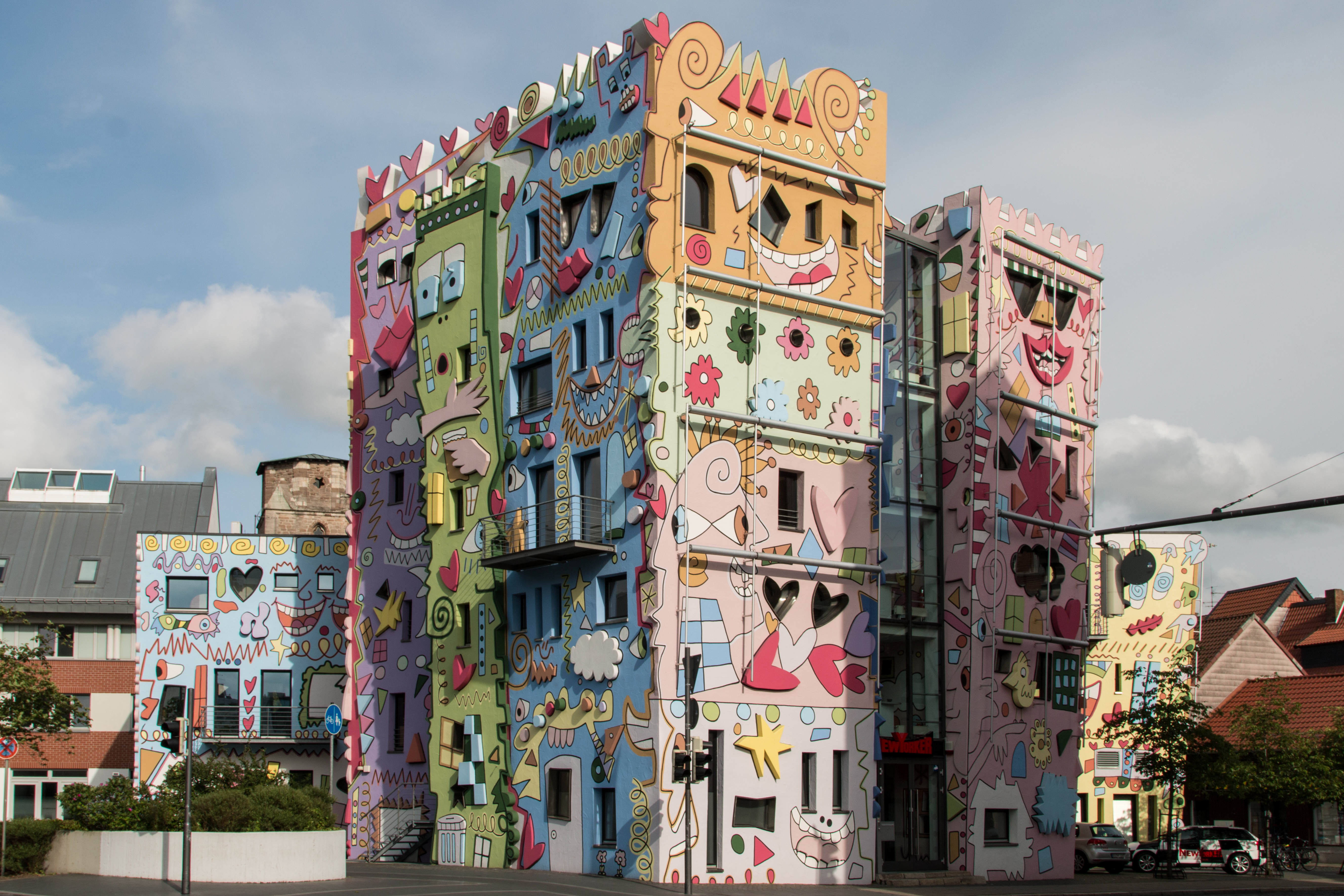
Happy Rizzi House
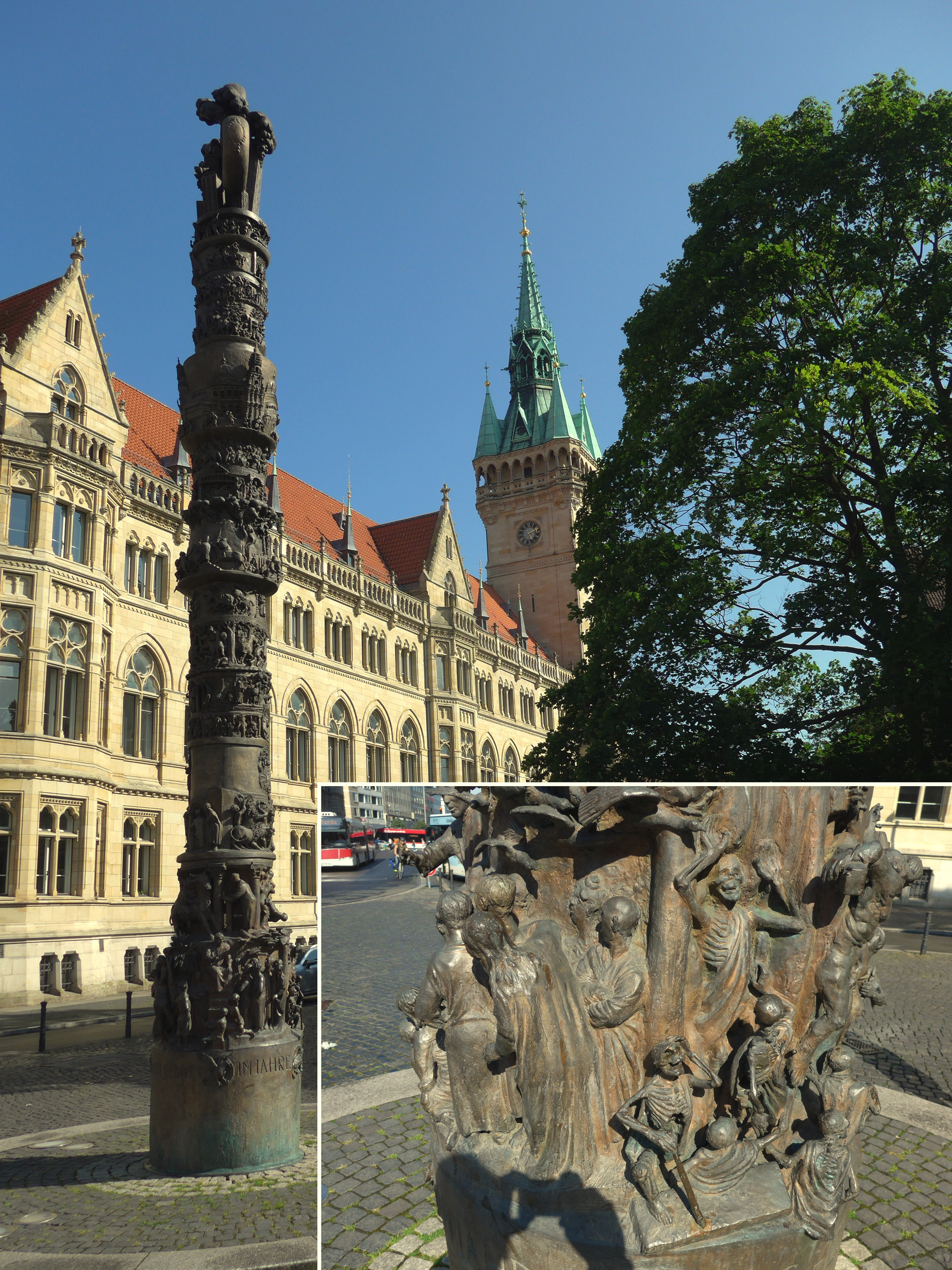
Säule 2000 Jahre Christentum Domplatz
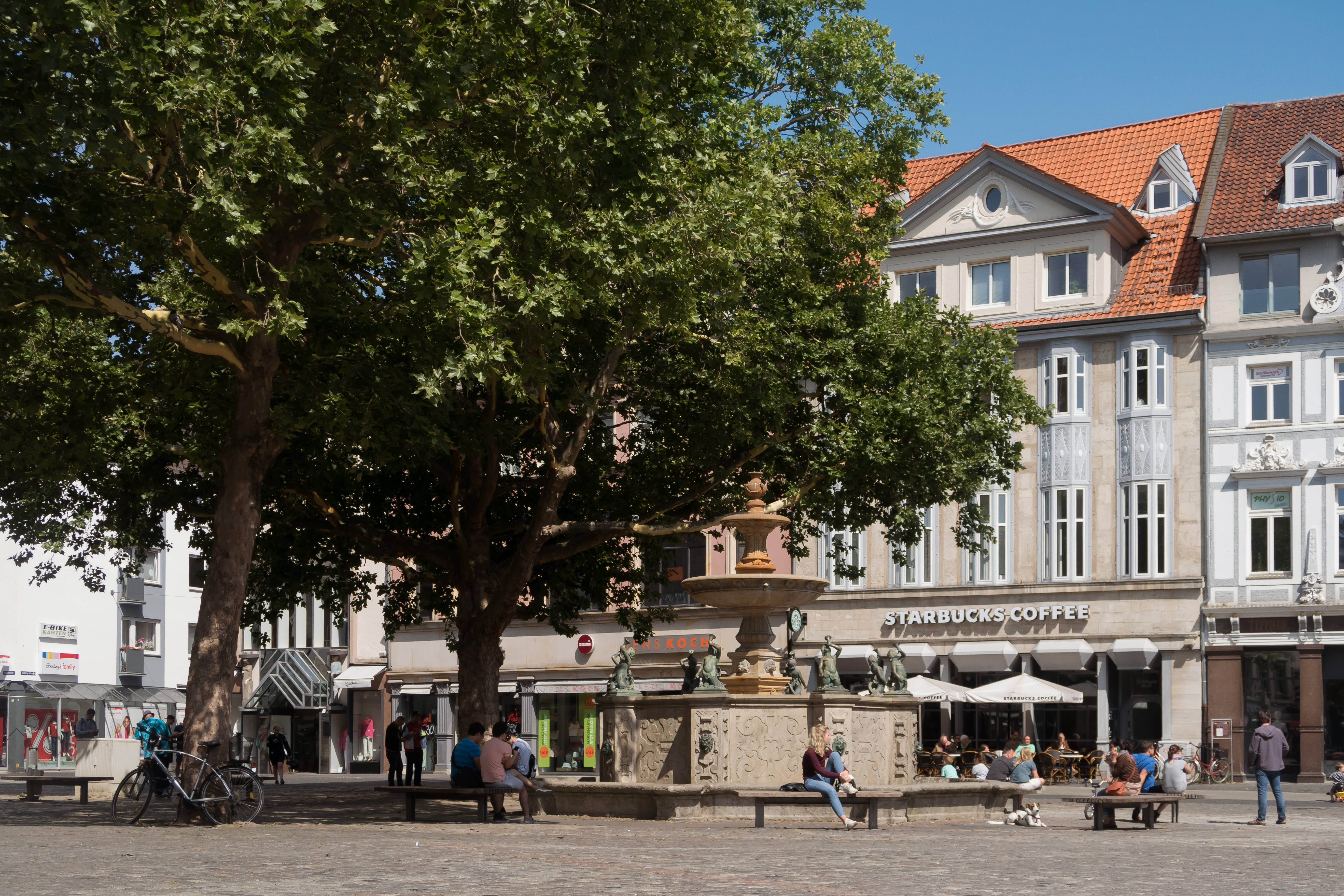
De Kohlmarkt
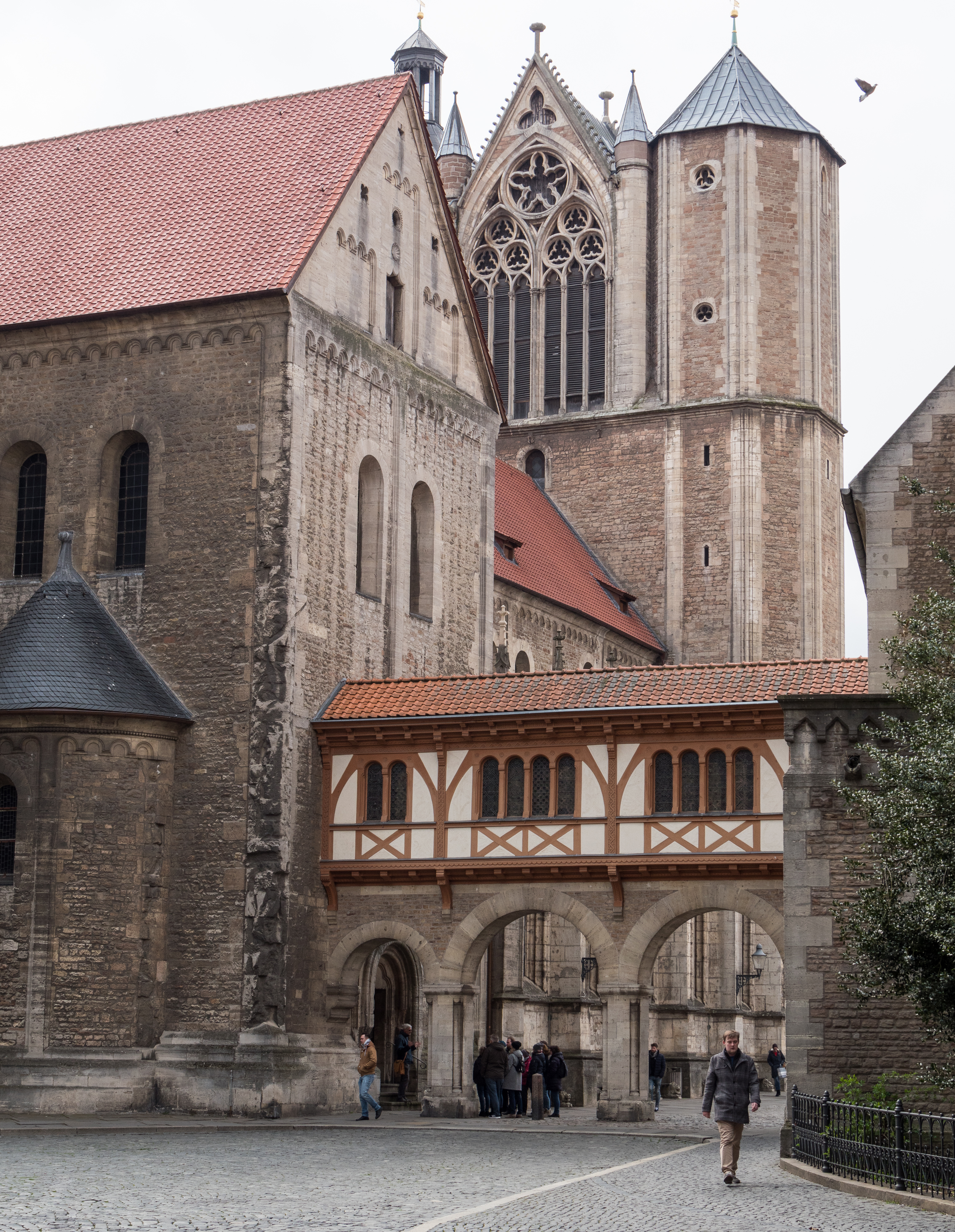
De Dom van Braunschweig, foto uit 2019